# Reação quelotrópica

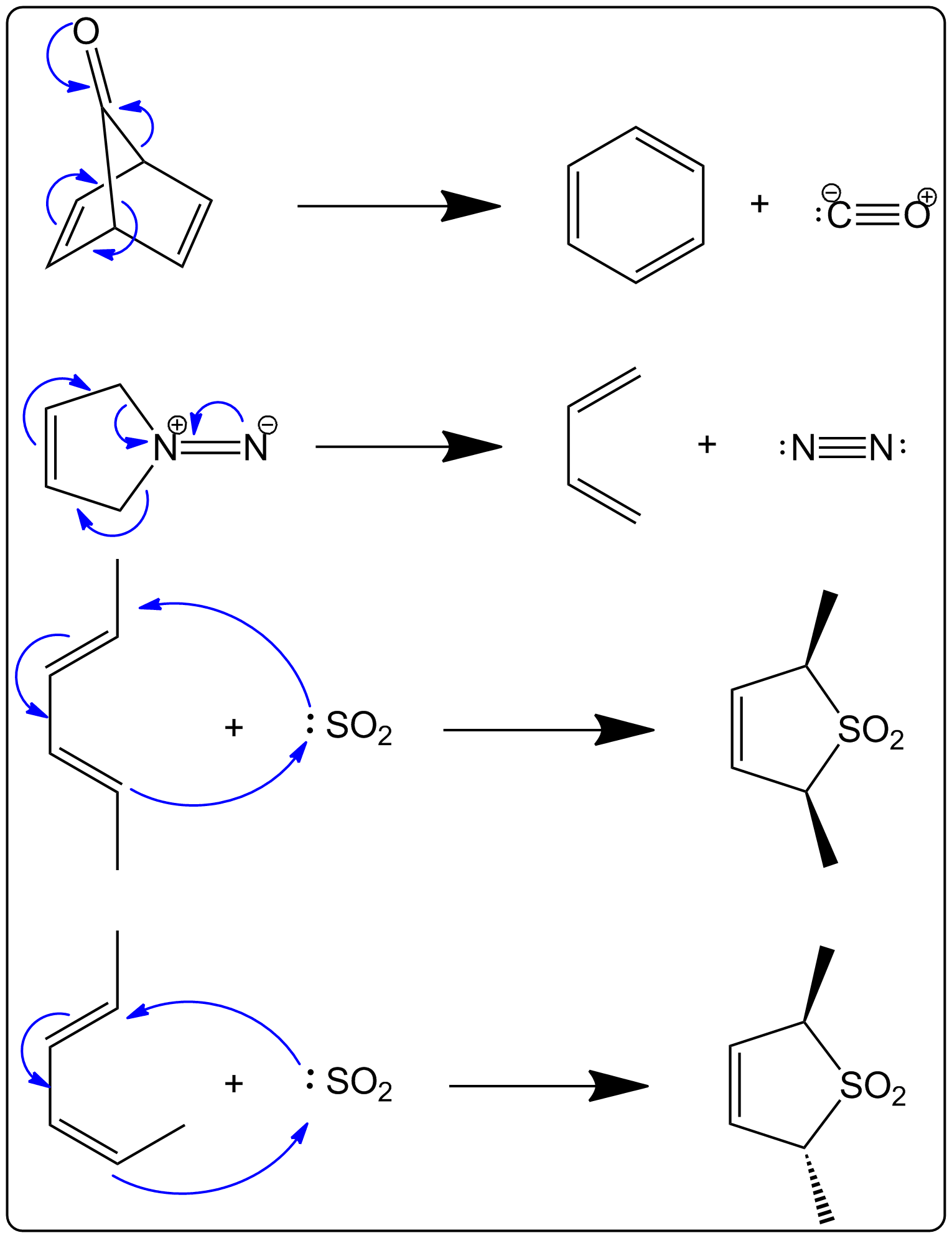
Reações pericíclicas

Uma reação quelotrópica é uma reação pericíclica onde o resultado é a conversão de uma ligação pi e um par livre em um par de ligações sigma; com ambas ligações sigma agregadas no mesmo átomo. Uma reação pericíclica é aquela que envolve um estado de transição, com uma matriz cíclica dos átomos e uma matriz associado cíclico de interagir orbitais. A reorganização das ligações σ e π ocorre nesta matriz cíclica.
Um exemplo de tais reações é a reação [1+4] do SO2 com butadieno para formar um aduto. O reverso deste processo se denomina extrusão quelotrópica ou eliminação quelotrópica, e pode ser favorecida pela alteração entrópica da evolução de gases.
Especificamente, as reações quelotrópicas são uma subclasse de cicloadição. A única diferença é que em um dos reagentes, as duas novas ligações são sendo feitas ao mesmo átomo. Alguns exemplos são mostrados à direita. No primeiro caso, o único átomo de carbono do carbonilo é o que acaba em monóxido de carbono. O resultado final é fazer duas novas ligações de um átomo. Os dois primeiros exemplos são conhecidos como extrusões quelotrópicas porque uma pequena molécula estável é desprendida na reação. A força motriz para essas reações é muitas vezes o benefício entrópico da evolução gasosa (por exemplo, CO ou N2).